# Associació Internacional de Numismàtics Professionals
Associació Internacional de Numismàtics Professionals (AINP), també coneguda com a IAPN, (en anglès International Association of Professional Numismatists), és una organització sense ànim de lucre, fundada el 1951, que reuneix els numismàtics més importants del món. Entre els seus objectius, a més de desenvolupament d'un comerç numismàtic d'acord amb els estrictes estàndards d'ètica empresarial i comercial, es troba el de fomentar la investigació científica i la propagació de la numismàtica i la creació de relacions duradores i amistoses entre la numismàtica professional arreu del món.
L'AINP es va fundar el 12 de maig de 1951 a Ginebra, a Suïssa. Amb l'objectiu d'estimular la investigació numismàtica, l'associació ha publicat o col·laborat en la publicació de diverses monografies sobre temes relacionats.